# Adam Reisner
Adam pl. Reisner (Osijek, 22. prosinca 1855. – Osijek, 13. svibnja 1939.), hrvatski industrijalac i lokalni političar iz Osijeka

## Životopis
Rodom iz njemačke obitelji Reisnera koja je doselila u Osijek u 18. stoljeću, Adam Reisner je u rodnom Osijeku stekao osnovno obrazovanje, a nižu realnu gimnaziju pohađao je u Pečuhu i Šopronu, te u Budimpešti trgovačku akademiju. Po povratku sa školovanja vratio se u rodni grad i od oca Mirka (Emerika) 1885. godine preuzeo je vođenje osječke šibicare gdje je u proizvodnju uveo tehnološke inovacije. Bio je jedini vlasnik do 1909. kada je šibicara postala dioničko društvo, čime je idućih 35 godina postao predsjednikom ravnateljskog vijeća. Također je bio aktivan u lokalnoj politici: bio je gradski zastupnik i dogradonačelnik, te član i vijećnik Trgovačko-obrtničke komore za Slavoniju. Borio se protiv centralističkih polazišta Budimpešte i Beča, a borio se za prometni i industrijski razvoj rodnog grada. Kao suosnivač Hrvatskog sokola u Osijeku važna je osoba za povijest razvitka osječkog sporta.